# Valeriu Victor Boboc
Valeriu Boboc (n. 5 mai 1985, Bubuieci, RSS Moldovenească, URSS – d. 8 aprilie 2009, Chișinău, Republica Moldova) a fost una din victimele revoltei anticomuniste ce a avut loc în Piața Marii Adunări Naționale din Chișinău în zilele de 6 - 7 aprilie 2009. A murit după ce a fost bătut cu cruzime de polițiști.
Valeriu Boboc a fost decorat post-mortem cu cea mai înaltă distincție de stat din Moldova.

## Noaptea de 7 spre 8 aprilie 2009
Conform Procuraturii Generale, Valeriu Boboc, aflat în custodia poliției, a murit pe 8 aprilie 2009 la ora 1.15, în drum spre Spitalul de Urgență.
Din informatiile furnizate de Valeriu Pleșca, unul dintre avocații familiei Boboc, rezultă că una dintre persoanele reținute în noaptea de 7 spre 8 aprilie ar fi depus mărturii despre decesul lui Valeriu Boboc.
„Valeriu Boboc stătea pașnic lîngă Arca din Piața Marii Adunări Naționale, după miezul nopții, aproximativ la ora 1, unde se aflau mai mulți tineri care urmăreau ce se petrece la tribună. În acest timp au fost înconjurați de colaboratorii poliției, pe de o parte din serviciile speciale, în măști, echipamente speciale, înarmați și dotați, pe de altă parte, cei care stăteau în paza Guvernului, cu căști și apărătoare, înarmați, și alții, îmbrăcați în civil, tot înarmați. Au fost încercuiți aproximativ 50 de persoane. Valeriu i-a zis martorului să stea liniștit, că polițiștii nu le vor face nimic. Însă polițiștii au început să împuște și strigau  la toate persoanele care se aflau în acel loc să se culce la pămînt.  Apoi au fost loviți cu picioarele, bastoanele de cauciuc, automatele, peste diferite regiuni ale corpului, luați și aruncați unul peste altul în remorci. Băieții erau plini de sînge. Valeriu Boboc era lovit și corpul lui doar balansa. A fost lovit vreo 10-15 min.”—
Din rațiuni de protecție a martorului, identitatea acestuia nu a fost dezvăluită publicului.

## Ancheta
Inițial, un purtător de cuvânt al Ministerului de Interne afirmase că tânărul a decedat în urma intoxicației cu un gaz neidentificat, fiind posibil vorba de gazul folosit de poliție pentru împrăștierea manifestanților.
Ulterior, s-a emis un comunicat al procuraturii: „Conform rezultatelor autopsiei, leziunile corporale primite, și anume fractura unei coaste, nu se află în legătură cauzală cu cauza morții.”
La numeroasele cereri și demersuri prezentate în perioada 17 aprilie - 8 iunie 2009, cu privire la deshumarea cadavrului lui Valeriu Boboc, avocații familiei Boboc au primit 12 scrisori și ordonanțe de refuz. Ulterior, după atacarea Procuraturii în instanța de judecată, s-a obținut dreptul la această deshumare, precum și la efectuarea expertizei de către un expert internațional.
Astfel, expertiza internațională a fost condusă de profesorul britanic Derrick John Pounde, expert la Curtea Penală Internațională. Cadavrul lui Valeriu Boboc a fost deshumat pe 14 iunie 2009. Două săptămâni mai târziu, pe 29 iunie 2009, raportul de expertiză internațională a fost finalizat. Potrivit acestuia, decesul lui Valeriu Boboc a survenit în urma leziunilor corporale cauzate și nu a intoxicației cu un gaz necunoscut, cum s-a spus imediat după producerea tragediei.